# Just an Illusion (Imagination-Lied)
Just an Illusion ist ein Post-Disco-/Popsong der britischen Band Imagination aus dem Jahr 1982. Er erschien auf ihrem zweiten Album In the Heat of the Night.

## Entstehung und Inhalt
Der Song wurde von Steve Jolley, Tony Swain, Ashley Ingram und Leee John geschrieben und von Steve Jolley und Tony Swain produziert. Der Song enthält mit dem Hintergrundgesang, den Handclaps und funkigen Rhythmen noch viele Disco-Elemente, verweist aber zugleich mit dem starken Einsatz von Synthesizern auf Synthie-Pop und New Wave, insbesondere mit dem Pianomotiv, das später in ähnlicher Form in vielen Songs dieser Genres zu hören ist. Der Songtext handelt davon, bei persönlichen Begegnungen seinen Gefühlen zu folgen und die „Magie in der Luft“ wahrzunehmen. „Follow your emotions anywhere / Is it really magic in the air? / Never let your feelings get you down / Open up your eyes and look around / It’s just an illusion...“ In der zweiten Strophe wird allerdings deutlicher, dass es auch das Risiko gibt, dass alles nur eine Illusion ist: „Never sure exactly what I’ll find / Only in my dreams I turn you on / Here for just a moment then you’re gone / It’s just an illusion...“

## Veröffentlichung
Die Single erschien im Februar 1982 bei R&B RBS, im Laufe des Jahres folgten verschiedene Ausgaben, je nach Land bei unterschiedlichen Labels, in Deutschland etwa bei Ariola. Auf der B-Seite befindet sich ein Instrumental des Songs. Auch ein Musikvideo wurde veröffentlicht. In diesem ist Sänger Leee John in einem Spukhaus mit Skeletten und Kindern, die als Geister erscheinen, zu sehen. Zum Schluss halten mehrere Geister ein Bankett ab. 1989 erschien eine Remixversion des Songs.

## Rezeption

### Charts und Chartplatzierungen
Just an Illusion erreichte in Deutschland Rang sieben der Singlecharts und konnte sich 29 Wochen in den Charts platzieren. In Österreich erreichte die Single Rang sechs und platzierte sich 16 Wochen in den Charts. In der Schweizer Hitparade erreichte Just an Illusion mit Rang zwei seine höchste Chartnotierung und hielt sich zehn Wochen in der Hitparade. Im Vereinigten Königreich erreichte die Single ebenfalls mit Rang zwei ihre höchste Platzierung und war elf Wochen platziert. Auch in anderen europäischen Ländern konnten hohe Chartplatzierungen erzielt werden, in Schweden etwa Platz drei.
| ChartsChartplatzierungen     | Höchstplatzierung | Wochen |
| ---------------------------- | ----------------- | ------ |
| Deutschland (GfK)            | 7 (29 Wo.)        | 29     |
| Österreich (Ö3)              | 6 (16 Wo.)        | 16     |
| Schweiz (IFPI)               | 2 (10 Wo.)        | 10     |
| Vereinigtes Königreich (OCC) | 2 (11 Wo.)        | 11     |

### Auszeichnungen für Musikverkäufe
| Land/Region                  | Auszeichnungen für Musikverkäufe (Land/Region, Auszeichnung, Verkäufe) | Verkäufe |
| ---------------------------- | ---------------------------------------------------------------------- | -------- |
| Frankreich (SNEP)            | Gold                                                                   | 500.000  |
| Vereinigtes Königreich (BPI) | Silber                                                                 | 200.000  |
| Insgesamt                    | 1× Silber · 1× Gold ·                                                  | 700.000  |

### Weitere Verwendung
1986 wurde das Lied als Schlusstitel für den Abspann des Films F/X – Tödliche Tricks verwendet.

## Coverversionen
Coverversionen existieren von Tanja Thomas, Dero feat. Leee John (Dero’s Illusion), Barry Biggs und Günther Neefs.